# Titularbistum Bubastis
Bubastis (ital.: Bubasti) ist ein Titularbistum der römisch-katholischen Kirche.
Das historische Bistum lag in der römischen Provinz Aegyptus bzw. in der Spätantike Aegyptus Herculea und Augustamnica im östlichen Nildelta. Es gehörte der Kirchenprovinz Leontopolis an. 
In spätrömischer Zeit (römische Spätantike / Byzantinisches Reich) war Bubastis Sitz eines christlichen Bischofs und wurde im Mittelalter mit dem Bistum Khandek vereint. 
| Titularbischöfe von Bubastis |                      |                                                  |                    |                 |
| Nr.                          | Name                 | Amt                                              | von                | bis             |
| 1                            | Augustin Duret SMA   | Apostolischer Vikar für das Nildelta (Ägypten)   | 17. September 1909 | 29. August 1920 |
| 2                            | Ludwig Maria Hugo    | Koadjutorbischof von Mainz (Deutschland)         | 7. März 1921       | 15. April 1921  |
| 3                            | Augustin Hermann SMA | Apostolischer Vikar für die Volta Region (Ghana) | 26. März 1923      | 8. April 1945   |
| 4                            | Joseph Blomjous MAfr | Apostolischer Vikar von Musoma-Mwanza (Tansania) | 11. April 1946     | 25. März 1953   |
| 5                            | Camillo Faresin SDB  | Prälat von Região do Araguaia (Brasilien)        | 13. August 1954    | 26. Mai 1978    |